# 洛布基夫卡
51°12′42″N 33°17′22″E / 51.21167°N 33.28944°E
洛布基夫卡（烏克蘭語：Лобківка）是位於烏克蘭東北部的村莊，由蘇梅州科諾托普區的科諾托普市鎮負責管轄。該村處於葉祖奇河左岸，分別距離日海利夫卡2.5公里和卡利尼夫卡2公里，2001年人口136。